# Nacionalismo albanés

Bandera nacional de Albania.

El nacionalismo albanés es un grupo de ideas y conceptos generales entre los albaneses étnicos que se formaron a principios del siglo XIX, durante el llamado Despertar Nacional Albanés. El término también se asocia con conceptos similares, como el albanesismo y el pan-albanismo e ideas que llevarían a la formación de la Gran Albania.
Algunas de estas ideas se adoptaron parcialmente durante la República Popular de Albania, proclamada en 1946, que se centraba en la continuidad entre los ilirios y los albaneses. Sin embargo, los valores fundamentales del Despertar Nacional Albanés permanecen enraizados incluso en la actualidad. Y la ideología desarrollada durante el régimen de Enver Hoxha se encuentra aún parcialmente presente (aunque "parece que haya voluntad de cambio") en la sociedad e instituciones albanesas modernas, en Albania y Kosovo.
Los albaneses se consideran descendientes de los ilirios, aunque no haya ningún apoyo científico a esta teoría. La idea decimonónica de los albaneses eran descendientes de los pelasgos y de que los etruscos tenían orígenes ilirios aún se encuentra presente en ciertos círculos albaneses. Estas ideas parecen formar parte de la creación un mito que permitiría la creación de movimientos independentistas.

## Mitos nacionales
Una teoría, ahora obsoleta, en el origen de los albaneses es que descienden de la pelasgos, un término amplio utilizado por los autores clásicos para referirse a los habitantes autóctonos de Grecia. Esta teoría fue desarrollada por el lingüista austriaco Johann Georg von Hahn en su obra Albanesiche Studien en 1854. Según Hahn, los pelasgos fueron los protoalbaneses originales y el idioma hablado por los pelasgos, ilirios, epirotas y antiguos macedonios están estrechamente relacionados.
Esta teoría atrajo rápidamente el apoyo en los círculos de Albania, ya que establecía un reclamo de precedencia sobre otras naciones de los Balcanes, en particular los griegos. Además de establecer el "derecho histórico" al territorio, esta teoría también establecía que la antigua civilización griega y sus logros tuvieron un origen "albanés". La teoría ganó el apoyo incondicional de los publicistas albaneses de principios del siglo XX, pero fue rechazada por los estudiosos actuales. La teoría de los orígenes pelasgos de los albaneses tuvo cierto apoyo durante los años de la Albania comunista, a pesar de que la teoría "iliria" tendía a predominar. La ideología protocronista desarrollada en la Albania comunista fue directamente tomada de la ideología protocronista original desarrollada en la Rumania comunista.
Entre las reclamaciones controvertidas figuran Aristóteles, Pirro de Epiro, Alejandro Magno y Filipo II de Macedonia (junto con todos los antiguos macedonios) fueron pelasgos-ilirios-albaneses y aquella antigua cultura griega (y por tanto el resultado de la civilización helenística) había sido extendida por albaneses. Los macedonios se consideran antepasados (entre varios otros) de los albaneses. Los dioses griegos antiguos son también vistos como "albaneses".
Robert d'Angely es uno de los autores que trata de volver a realizar las reclamaciones del siglo XIX de que los albaneses descienden de los pueblos más antiguos, los pelasgos, y que la "raza blanca" europea desciende de estas personas. Según Angély, no existe el pueblo griego o nación griega (escribe que los griegos se mezclaron con los semitas) y que los antiguos griegos eran pelasgos albaneses.
Edwin Everett Jacques, un misionero norteamericano del siglo XIX en Albania en su libro The Albanians: An Ethnic History from Prehistoric Times to the Present («Los albaneses: Una historia étnica desde la Prehistoria hasta el presente») apoyó y recreó estas nociones al considerar a todos los antiguos griegos como albaneses.
El notable novelista albanés Ismail Kadare, ganador del Premio Internacional Man Booker en 2005 y del Premio Príncipe de Asturias en 2009, asegura que los albaneses son más griegos que los propios griegos, y tratan de construir una continuidad entre Grecia y los ilirios.

### Época comunista (1945-1991)
En la Albania comunista, el teórico origen ilirio de los albaneses —sin negar las raíces pelasgas, teoría que ha sido revitalizada en la actualidad— ha seguido desempeñando un papel significativo en el nacionalismo albanés, dando lugar a un resurgimiento de nombres supuestamente de origen "ilirio", a expensas de nombres asociados con el cristianismo. Esta tendencia se había originado con la Rilindja del siglo XIX, pero se convirtió en extrema después de 1944, cuando se convirtió en la doctrina declarada del régimen comunista para derrocar los nombres de pila cristianos o islámicos. Los nombres ideológicamente aceptados por el régimen aparecieron en una lista en la Fjalor me emra njerëzish (1982). Estos podrían ser palabras nativas albaneses como Flutur («mariposa»), relacionados con el comunismo como Proletare, o "ilirios" recopilados de la epigrafía por la necrópolis encontrada en Dyrrhachion entre 1958 y 1960.
Al principio, los escritores nacionalistas albaneses optaron por los pelasgos como los antepasados de los albaneses, pero ya que esta forma de nacionalismo floreció en la Albania comunista bajo Enver Hoxha, los pelasgos fueron un elemento secundario en la teoría de los orígenes ilirios de los albaneses, que podría reclamar algún tipo de apoyo en el ámbito académico. La teoría de la ascendencia de Iliria pronto se convirtió en uno de los pilares del nacionalismo albanés, especialmente porque podría proporcionar alguna evidencia de la continuidad de una presencia albanesa tanto en Kosovo como en el sur de Albania, es decir, las áreas que fueron objeto de los conflictos étnicos entre albaneses, serbios y griegos.
Bajo el régimen de Enver Hoxha fue promovida una etnogénesis autóctona y los antropólogos físicos trataron de demostrar que los albaneses eran diferentes de los de otras poblaciones indoeuropeas, una teoría ahora también refutada. Los arqueólogos albaneses de la época comunista afirmaron que las antiguas ciudades griegas, los dioses, las ideas, la cultura y personalidades destacadas eran totalmente ilirias (como por ejemplo Pirro de Epiro y la región de Epiro). Afirmaron que los ilirios eran el pueblo más antiguo de los Balcanes y extendieron el idioma ilirio. Esto continúa en la Albania poscomunista y se ha extendido a Kosovo. Las teorías nacionalistas desarrolladas durante el comunismo han sobrevivido casi intactas hasta nuestros días.

## Desarrollo en la era poscomunista

### Educación moderna
Los libros escolares albaneses afirman que los ilirios son los descendientes de los pelasgos. De forma característica, en las escuelas albanesas se enseña a los alumnos que Alejandro Magno y Aristóteles eran de etnia albanesa.

### Impacto en la cultura y sociedad modernas de Albania
Las teorías nacionalistas desarrolladas durante el comunismo han sobrevivido casi intactas hasta nuestros días. La teoría pelasga, especialmente, es la que ha reaparecido con mayor fuerza en la actualidad. El Kanun albanés, un muy antiguo conjunto de leyes que aún se aplica parcialmente en varias zonas del norte de Albania, podría haber sido heredado de los ilirios. Muzafer Korkuti, una de las figuras dominantes en la arqueología de Albania después de la guerra y ahora director del Instituto de Arqueología de Tirana, aseguró en una entrevista el 10 de julio de 2002:
"La arqueología es parte de la política del partido que en ese momento está en el poder y esto lo entendía mejor que nadie Enver Hoxha. El folclore y la arqueología se respetaron porque son los indicadores de la nación, y un partido que muestra respeto por la identidad nacional es escuchado por el pueblo; buenos o malos. Enver Hoxha hizo esto como lo hizo Hitler. En Alemania, en la década de 1930 se produjo un incremento en los estudios de los Balcanes y los idiomas y esto también era parte del nacionalismo".
Los supuestos nombres "ilirios" que el régimen comunista generó se siguen utilizando hoy en día. El museo en la capital, Tirana, tiene un busto de Pirro de Epiro al lado del busto de Teuta (un ilirio), y debajo a Skënderbeu, el noble medieval albanés.

### Influencia en la diáspora albanesa
El periódico albanés en los Estados Unidos se llama Illyria y las empresas albanesas en el extranjero toman el nombre de Iliria como Illyria Holdings en Suiza o el Banco Ilirio Suizo-Albanés.
Una compañía albanesa en los Estados Unidos, Illyria Entertaintment, está planeando un documental que llama a los ilirios "el pueblo olvidado más grande" que "contribuyó a la formasción y al desarrollo de la civilización occidental", "envuelto en mito y leyenda" aunque no se conoce casi nada de sus mitos (los dioses ilirios) "antes de la caída de la Grecia clásica y el levantamiento del Imperio romano" a pesar de que el primer registro sobre los ilirios proviene del siglo IV  a. C., de un escritor griego.

### Influencia en el movimiento secesionista de Kosovo

Bandera propuesta por el expresidente Ibrahim Rugova para Kosovo antes de proclamar la independencia, con la palabra Dardania dentro del escudo.

Este tipo de ideología se ha extendido a Kosovo. La lucha por la liberación de Kosovo de la dominación serbia se convirtió en la lucha por la recuperación de la antigua tierra de los dárdanos y, por lo tanto, una recreación de su antiguo reino.
El concepto de la descendencia de Iliria fue imposible de erradicar en Kosovo a pesar de la supresión por los serbios. También han sido educados en la creencia de que su nación es la más antigua de los Balcanes, descendientes directos de los antiguos dárdanos, una rama de los ilirios que supuestamente habían habitado la región durante muchos siglos antes de la llegada de los "intrusos" eslavos. De hecho, algunos albanokosovares se refieren a Kosovo como Dardania. El expresidente de Kosovo, Ibrahim Rugova había sido un partidario entusiasta de una identidad "dardana" y su bandera y el escudo presidencial hacían referencia a esta identidad nacional. Sin embargo, no es reconocida por ninguna potencia internacional y el nombre de "Kosova" sigue siendo más ampliamente utilizado entre la población albanesa.
El cambio de nombre y la ideología que lo acompaña tiene la intención de un arma en contra de los derechos históricos serbios al afirmar que los albaneses eran los habitantes originales de la región. El cristianismo ortodoxo se considera una característica puramente eslava y prefieren el catolicismo, ya que los dárdanos eran católicos y defienden que los eslavos invadieron, usurparon y convirtieron sus iglesias católicas en ortodoxas. Los albaneses de Kosovo creen que ellos son los descendientes directos de los ilirios, que ellos fueron los primeros cristianos en Europa y que San Pablo había estado en Dardania primero.

### Gran Albania

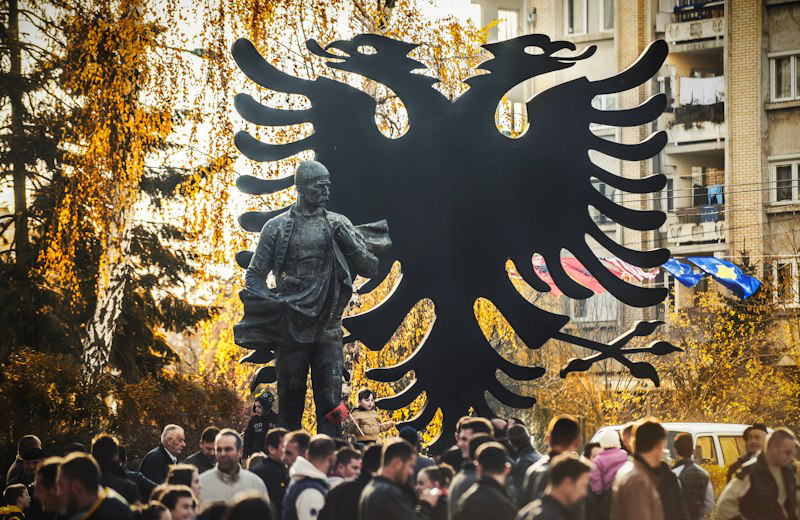
Estatua de Isa Boletini en el centro de Kosovska Mitrovica inaugurada durante las festividades del 100.º aniversario de la independencia de Albania.

El término «Gran Albania» o «Albania étnica», como es llamado por los propios nacionalistas albaneses, se refiere a un concepto irredentista de tierras fuera de las fronteras de la República de Albania, que se consideran parte de un gran hogar nacional por la mayoría de los albaneses, sobre la base de la presencia actual o histórica de poblaciones albanesas en esas áreas. El término incluye las reclamaciones a Kosovo, así como territorios de los vecinos Montenegro, Grecia y Macedonia del Norte.
Según un informe de Gallup Balkan Monitor de 2010, la idea de una Gran Albania es apoyada por la mayoría de los albaneses de Albania (63 %), Kosovo (81 %) y Macedonia del Norte (53 %). En 2012, como parte de las celebraciones por el 100.º aniversario de la independencia de Albania, el primer ministro Sali Berisha habló de "tierras albanesas" que se extienden desde Preveza en Grecia a Preševo en Serbia, y desde la capital macedonia de Skopje a la capital montenegrina de Podgorica, enfureciendo a todos los vecinos de Albania. Los comentarios también fueron inscritos en un pergamino que se mostrará en un museo en la ciudad de Vlore, donde se declaró la independencia albanesa del Imperio Otomano en 1912.

### Iliriada
En 1992 activistas albaneses en Struga proclamaron también la fundación de la Republika e Iliridës con la intención de obtener cierta autonomía o una federalización dentro de la anteriormente denominada República de Macedonia. La declaración solo tenía un significado simbólico y la idea de un estado autónomo de Iliriada (en albanés: Iliridë) no es aceptado oficialmente por los políticos de etnia albanesa en la actual Macedonia del Norte. El nombre Iliriada es otra forma de Iliria.

### Ejército de Liberación de Kosovo

Logo del KLA

El Ejército de Liberación de Kosovo o KLA (en albanés: Ushtria Çlirimtare e Kosovës o UÇK) fue un grupo guerrillero albanokosovar que pretendía la independencia de Kosovo de Yugoslavia en la década de 1990. Ellos lucharon contra el Ejército yugoslavo durante la guerra de Kosovo.

### Ejército Nacional Albanés

Logo del AKSh

El Ejército Nacional Albanés (en albanés: Armata Kombëtare Shqiptare, AKSh), es una organización de origen albanés estrechamente asociado con el Ejército de Liberación de Kosovo que operan en Macedonia del Norte y Kosovo. El grupo se opone al Acuerdo de Ohrid, que terminó el conflicto de Macedonia en 2001 entre los insurgentes del Ejército de Liberación Nacional Macedonio y las fuerzas de seguridad macedonias.

### FBKSh
El FBKSh (en albanés: Fronti i Bashkuar Kombetar Shqiptar, en castellano: «Frente Unido Nacional Albanés») es una organización irredentista panalbanesa y brazo político del AKSh, cuyo objetivo es crear una "Albania Unida", una patria para todos los albaneses. El FBKSh es considerado una organización terrorista.

### Ejército de Liberación Nacional (albaneses de Macedonia del Norte)

Logo del UÇK macedonio

El Ejército de Liberación Nacional (en albanés: Ushtria Çlirimtare Kombëtare - UÇK; en macedonio: Ослободителна народна армија - ОНА), también conocido como el UÇK macedonio, era una organización insurgente y terrorista que operaba en la actual Macedonia del Norte en 2001 y estaba estrechamente asociado con el KLA.

### Ejército de Liberación de Preševo, Medveđa y Bujanovac
El Ejército de Liberación de Preševo, Medveđa y Bujanovac (en albanés: Ushtria Çlirimtare e Preshevës, Medvegjës dhe Bujanocit, UÇPMB; en serbio: Oslobodilačka Vojska Preševa, Medveđe i Bujanovca, cirílico: Ослободилачка војска Прешева, Медвеђе и Бујановца) fue un grupo guerrillero albanés de lucha por la secesión de Preševo, Medveđa y Bujanovac de la República Federal de Yugoslavia (RFY). Preševo, Medveđa y Bujanovac eran en ese momento municipios de la República de Serbia, en sí misma una unidad federal de la República Federal de Yugoslavia (que no debe confundirse con la RFS de Yugoslavia); hoy municipios de la Serbia moderna. Los tres municipios fueron hogar de la mayoría de los albaneses de Serbia central, junto a Kosovo. Los uniformes de este ejército, procedimientos y tácticas reflejaban las del disuelto Ejército de Liberación de Kosovo (ELK). Este grupo funcionó desde 1999 hasta 2001 y su objetivo era la secesión de estos municipios de Yugoslavia y unirse a ellos para un futuro Kosovo independiente.

### Ejército de Liberación de Chameria
El Ejército de Liberación de Chameria (en albanés: Ushtria Çlirimtare e Çamërisë) es una formación paramilitar en la región griega del norte de Epiro. Según informes, la organización está vinculada al Ejército de Liberación de Kosovo y el Ejército de Liberación Nacional, ambas organizaciones paramilitares de etnia albanesa en Serbia y Macedonia del Norte, respectivamente.